# Оставник одеський
Оставник одеський, рідше гімноспе́рміум оде́ський (Gymnospermium odessanum), леонтиця одеська (Leontice odessana) — трав'яниста рослина родини барбарисових, поширена в Румунії, Молдові, Україні.

## Опис
Багаторічна рослина заввишки 5–20 см. Рослина трав'яниста, з майже кулястою бульбою, 10–30 мм в діаметрі, з якої виходить кілька простих прямостійних стебел. Стебловий листок один, з трійчастою пластиною і коротким черешком, до якого приросли 2 прилистки. Чашолистки світло-жовті, удвічі довші від пелюсток. Коробочка куляста, 7–8 мм у діаметрі.

## Поширення
Поширений у Румунії, Молдові, Україні.
В Україні вид зростає на кам'янистих відслоненнях, на степових схилах — на півдні Правобережного Степу, зрідка.